# Caner Ergül
Caner Ergül (Smirne, 31 luglio 1994) è un pallavolista turco, libero del Galatasaray.

## Carriera

### Club
La carriera di Caner Ergül inizia nel settore giovanile dell'Arkas, dove gioca fino alla stagione 2013-14, quando viene saltuariamente aggregato in prima squadra, esordendo tra i professionisti, in Voleybol 1. Ligi. Dopo aver giocato in prestito per un'annata in Voleybol 2. Ligi nell'altro club di Smirne, il BAL, centrando la promozione in massima serie, torna all'Arkas nel campionato 2015-16, restandovi per cinque annate.
Nella stagione 2020-21 viene ingaggiato dall'Halkbank, sempre nella massima divisione turca, conquistando due volte la BVA Cup, mentre nel campionato 2022-23 passa al Bursa BB, dove milita per un biennio, dopo quale si trasferisce al Galatasaray nell'annata 2024-25.

### Nazionale
Nel 2021 debutta nella nazionale turca con cui conquista la medaglia d'oro all'European Golden League.

## Palmarès

### Club
- BVA Cup: 2

2020, 2021

### Nazionale (competizioni minori)
- European Golden League 2021